# انکارپذیری موجه
انکارپذیری موجه (انگلیسی: Plausible deniability) توانایی افراد، معمولاً مقامات ارشد در یک سلسله‌مراتب فرماندهی رسمی یا غیررسمی، برای انکار آگاهی یا مسئولیت در قبال اقداماتی است که توسط یا به نمایندگی از اعضای سلسله مراتب سازمانی آنها انجام شده است. آنها ممکن است این کار را به دلیل فقدان شواهدی که بتواند مشارکت آنها را تأیید کند، انجام دهند، حتی اگر شخصاً در این اقدامات دخیل بوده یا حداقل عمداً از آنها بی‌اطلاع باشند. اگر فعالیت‌های غیرقانونی یا به هر حال بدنام و نامحبوب عمومی شوند، مقامات عالی‌رتبه ممکن است هرگونه آگاهی از چنین اقداماتی را انکار کنند تا خود را مصون نگه دارند و تقصیر را به گردن عواملی که این اقدامات را انجام داده‌اند بیندازند، زیرا مطمئن هستند که شکاکان آنها قادر به اثبات خلاف آن نخواهند بود. فقدان شواهد خلاف، ظاهراً انکار را موجه (معتبر) می‌کند، اما گاهی، هرگونه اتهامی را فقط غیرقابل اجرا می‌کند.
این اصطلاح معمولاً به معنای دوراندیشی است، مانند ایجاد عمدی شرایطی برای اجتناب موجه از مسئولیت در قبال اقدامات یا دانش آینده خود. در برخی سازمان‌ها، دکترین‌های حقوقی مانند مسئولیت فرماندهی وجود دارد که طرف‌های اصلی را مسئول اقدامات زیردستان درگیر در اقدامات می‌داند و هرگونه حمایت قانونی ناشی از انکار دخالت آنها را باطل می‌کند.
در سیاست و به‌ویژه جاسوسی، انکارپذیری به توانایی یک بازیگر قدرتمند یا سازمان اطلاعاتی برای شانه خالی کردن از مسئولیت و جلوگیری از واکنش منفی با ترتیب دادن مخفیانه اقدامی از طرف آن توسط شخص ثالثی که ظاهراً با بازیگر اصلی ارتباطی ندارد، اشاره دارد. این امر به سیاستمداران اجازه می‌دهد تا از ارتباط مستقیم با کارزار تخریبی خودداری کنند و آنها را قادر می‌سازد تا کارزار لکه‌دار کردن را که از رویکردهای غیراخلاقی یا کنایه‌های بالقوه افتراآمیز علیه مخالفان سیاسی خود استفاده می‌کنند، محکوم یا رد کنند.
اگرچه انکارپذیری قابل قبول در طول تاریخ وجود داشته است، اما اعتقاد بر این است که این اصطلاح توسط سیا در دهه ۱۹۵۰ ابداع شده و در جریان رسوایی واترگیت در دهه ۱۹۷۰ رواج یافته است.